# Carmaux, défournage du coke
Carmaux, défournage du coke er en fransk stumfilm fra 1896 af Louis Lumière.